# 全民教育
全民教育（Education For All，简称EFA），是由联合国教科文组织所倡导的一项行动。其目的在于实现全球范围内的儿童、青年和成年人的教育需求。这个计划开始于1990年的世界教育大会。当时来自世界上155个国家、地区和组织的代表人共同签署了协议，致力于“在本世纪结束时，在全球范围内普及初等教育并且减少成人文盲率”。在2000年时，来自164个个国家地区和组织的代表人再次相聚于达喀尔，评估了过去十年的工作，并且作出新的承诺，在2015年之前在以下六大方面完成教育目标：
1. 扩展和提高儿童早期看护和教育程度，特别是对于弱势儿童群体。
2. 保证在2015年之前为所有儿童，特别是女童、处于恶劣生存环境中的儿童、少数民族儿童提供完全的、免费的高质量义务教育。
3. 建立合适的学习、生存技能项目，以通过公平的途径保证年轻人和成年的学习需求得到满足
4. 将成人识字率，特别是妇女，在2015年提高50%。并且为成年人的继续教育提供保障。
5. 在2005年底消除小学和中学里的性别差异。并在通过保障女童享有公平受教育权利和高质量的基础教育。在2015年消除性别教育中的性别不平等。
6. 提高各方面教育质量，确保识字、算术和基本生活技能被所有人掌握。

联合国教科文组织每年都会发表《EFA全球检测报告》。用以敦促各个国家、非政府组织、国际机构、民间团体和媒体实现EFA的实现。
EFA已经被列为第八个千年发展目标中的一项，特别和发展目标中的第二项和第三项呼应。
Fast Track Initiatives于2002年启动，用以完善EFA各个项目的实施。